# Spreenixen
Die Spreenixen waren Zeichentrickfiguren, die im Deutschen Fernsehfunk als Zwischenblenden innerhalb der Werbesendung Tausend Tele-Tips gezeigt wurden (ähnlich den ZDF-Mainzelmänchen im westdeutschen Werbefernsehen).
Seit 1960 wurden die einzelnen Beiträge innerhalb der Tele-Tips durch kleine Filmsequenzen mit der Zeichentrickfigur „Jeremias Teleblick“ getrennt. 1968 entwickelte der freiberufliche Gebrauchsgrafiker Ladislaus Elischer im Auftrag des Deutschen Fernsehfunks die Spreenixen. Es entstanden 15 Kurzfilme, jeweils mit einer Länge von 8 Sekunden.